# Estación Niiya
La estación Niiya (新谷駅 Niiya-eki?) es una estación de la línea Yosan de la Japan Railways que se encuentra en la ciudad de Ōzu de la prefectura de Ehime. El código de estación es el "U13".

## Estación de pasajeros
Cuenta con dos plataformas, entre las cuales se encuentran las vías. Cada plataforma cuenta con un andén (andenes 1 y 2). 
La estación no cuenta con un edificio ni tampoco personal. Pero la venta de pasajes a destinos cercanos está terciarizada.

### Andenes
| 1 | ● Línea Yosan | Hacia Ōzu, Yawatahama y Uwajima (los servicios rápidos no se detienen)                              |
| 2 | ● Línea Yosan | Hacia Uchiko, Iyo, Matsuyama, Hōjō, Imabari, Nyūgawa y Saijō (los servicios rápidos no se detienen) |

## Alrededores de la estación
- Oficina de correos de Niiya
- Ruta nacional 56
- Autovía de Matsuyama estación de peaje Ōzu

## Historia
- 1920: el 1° de mayo es inaugurada por Ferrocarril Ehime (愛媛鉄道 Ehime-tetsudō?).
- 1933: el 1° de octubre el Ferrocarril Ehime es estatizado con el nombre de línea Ehime.
- 1935: el 6 de octubre el ancho de vía la línea Ehime (que desde la época del Ferrocarril Ehime era de 762 mm) pasa a ser de 1.067 mm.
- 1986: el 3 de marzo se inaugura el nuevo ramal entre las estaciones Mukaibara y Uchiko.
- 1987: el 1° de abril pasa a ser una estación de la división Ferrocarriles de Pasajeros de Shikoku de la Japan Railways.
- 1988: en junio la línea principal Yosan vuelve a ser simplemente línea Yosan.

## Estación anterior y posterior
- Línea Yosan 
  - Estación Kitayama (U12)  <<  Estación Niiya (U13)  >>  Estación IyoŌzu (U14)